# Cyclosa dianasilvae
Cyclosa dianasilvae är en spindelart som beskrevs av Levi 1999. Cyclosa dianasilvae ingår i släktet Cyclosa och familjen hjulspindlar. Inga underarter finns listade i Catalogue of Life.